# 郝鵬 (中華民国)
郝 鵬（かくほう、1881年〈光緒7年〉 - 1946年〈民国35年〉5月上旬）は、清末民初の官僚・政治家。字は浴滄。北京政府、中華民国維新政府、南京国民政府（汪兆銘政権）に属した。また、1930年代前半には便衣隊を率いて日本側に協力し、撹乱活動を行ったこともある。

## 事績

### 清末と北京政府での活動
山東高等学堂を卒業し、奉天の小学堂総監督、留学予備学校教員、中学堂監督を歴任する。その後、湖北省官報局総理、『武昌日報』社長、山東省勧業公所農務科科長などをつとめた。
中華民国成立後の1912年（民国元年）11月10日、北京政府で財政部僉事に任命された。以後、財務省で総務庁弁事、文牘科科長などを歴任し、1915年（民国4年）7月17日、中大夫の位を授与された。財政部僉事は1923年（民国12年）6月までつとめている。1924年（民国13年）12月13日から1926年（民国15年）1月まで直隷省財政庁庁長をつとめた。その後、張宗昌の幕僚となり、安徽省省長兼財政庁長に任命された。1927年（民国16年）、いったん引退している。

### 華北での攪乱活動
引退後の郝鵬は天津に寓居しつつ、日本陸軍の三野友吉や土肥原賢二と連絡を取り合うようになったとされる。1931年（民国20年）11月以降、李際春や白堅武らと連携し、便衣隊を率いて3度にわたり反中華民国の挙兵を行った。
1933年（民国22年）5月の香河県での蜂起においては、郝鵬は「中華安国軍」の盟主を名乗って独立を宣言している。しかし、河北省政府主席・于学忠に惨敗して捕虜にされ、日本の斡旋で辛うじて釈放された。

### 親日政権での活動
日中戦争勃発直後における郝鵬の動向は不詳である。しかし、梁鴻志が樹立した中華民国維新政府に後に参加し、1939年（民国28年）2月11日、江蘇省財政庁庁長に任命された。同年9月23日、財政部次長署理に昇進している。
1940年（民国29年）3月30日に維新政府が南京国民政府（汪兆銘政権）に合流すると、郝鵬は中央政治委員会財政専門委員会専任委員に任命された。1941年（民国30年）10月、南京国民政府の華北政務委員会で華北河渠委員会委員として任用された。
翌1942年（民国31年）1月29日、郝鵬は蘇淮特別区行政長官に任命され、3月には蘇淮特別区保安司令も兼任した。1943年（民国32年）9月2日、蘇淮特別区行政長官を退任し（後任は郝鵬挙）、国民政府政務参賛に異動した。

### 最期
汪兆銘政権崩壊後、漢奸として訴追されると予測した郝鵬は、済南へ逃亡して隠れ住んだ。しかし、官憲の追及を恐れて心身の失調を来し、1946年（民国35年）5月上旬に病没した。享年66。